# Demecser
Demecser város Szabolcs-Szatmár-Bereg vármegyében, a Kemecsei járásban.

## Fekvése
A vármegye középső részén, a Rétközben fekszik, a Lónyai-főcsatorna mellett. Központjától különálló településrésze Borzsova, néhány kilométerre délre. Közel azonos távolságra helyezkedik el a vármegyeszékhely Nyíregyházától és a térség másik nagyobb városától, Kisvárdától.
A térség más, fontosabb települései közül Kék 4, Gégény 3, Dombrád 11, Berkesz 5, Székely pedig 6,5 kilométerre található.
A közvetlen szomszédai: észak felől Dombrád, északkelet felől Gégény, kelet-délkelet felől Berkesz, délkelet felől Ramocsaháza, dél felől Székely, délnyugat felől Nyírbogdány, nyugat felől Kék, észak-északnyugat felől pedig Újdombrád. Csak kevés híja van annak, hogy nem határos északnyugati irányból még Besztereccel is.

### Megközelítése
Legfontosabb közúti megközelítési útvonala a 3827-es út, ezen érhető el Nyírbogdány és Dombrád felől is. Székellyel és a 4-es főúttal a 3831-es, Berkesszel pedig a 3833-as út köti össze. Szintén a 3831-es út tárja fel Borzsova településrészt is, míg a helység északi részében elterülő tanyavilágot a 38 138-as számú mellékút szolgálja ki. Határszélét délen egy-egy rövid szakaszon érinti maga a 4-es főút és a 4114-es út is.
Vonattal elérhető a Budapest–Záhony-vasútvonalon; Demecser vasútállomás a belterület délkeleti szélén helyezkedik el, közúti elérését a 3827-es útból kiágazó 38 318-as számú mellékút (Vasút utca) biztosítja.

## Története
Demecser nevét az oklevelek 1333-ban említik Dewecher és Keménydevecser néven, de neve a későbbiekben már csak Demecser néven van említve.
A korabeli okiratokban Szent György tiszteletére emelt templomát is említik. Fontos halászóhely lehetett már az Árpád-korban is, mivel már az 1300-as években is 30, név szerint felsorolt halászóhelyét említik.
Károly Róbert király idejében a település földesura Magyar Pál volt.
Demecser a 15. században már mint város volt feltüntetve az oklevelekben. Ekkor az ónodi Czudar, a Rozgonyi, a Kállay és a Monoki család volt birtokosa.
A 18. század végén és a 19. század elején a Korda, Barkóczy, Walter, Zoltán, Buday, Dombrády, Irinyi, Jármy, Krucsay, Okolicsányi, Erőss, Elek, Szikszay, Serte családok voltak a település birtokosai.
A 20. század elején is több család osztozott rajta: ekkor birtokosai Hadik-Barkóczy Endre, Elek Emil, László és Dezső, Török Gyula és Grósz Ignác voltak.
A két tűz (a magyar Vörös Hadsereg és a román hadsereg) közé került Székely Hadosztály egy része 1919. április 26-án itt tette le a fegyvert a megszálló román hadsereg előtt.
Demecser a városi rangot 2001-ben kapta meg.
A település dűlőnevei közül megemlítésre érdemesek: Rofaj, Porkoláb, Jakabrét, Bertény, Heteje, Kolbárt-tó, Remete, Gergely lese, Beke-láp, Matyi-sziget, Bekés, Bábolytó, Lapuvas tava, Bersény, Orozd, Vár-sziget, Dombóc-tó, Nagy-Heketó, Konyhok sziget és láp, Vereshíd tó, Vásáros-hegy nevek.

## Közélete

### Polgármesterei
- 1990–1991: Újvári Sándor (független)[3][4]
- 1992–1994: Újvári Sándor (nem ismert)[5]
- 1994–1998: Fáky László (független)[6]
- 1998–2002: Fáky László (Fidesz)[7]
- 2002–2003: Fáky László (Fidesz)[8]
- 2003–2006: Kiss Gyula (MSZP-SZDSZ-Szövetség Demecserért Egyesület)[9]
- 2006–2010: Kiss Gyula (SZDSZ-MSZP)[10]
- 2010–2014: Kiss Gyula (független)[11]
- 2014–2016: Váradi László (független)[12]
- 2016–2019: Váradi László (Fidesz-KDNP)[13]
- 2019–2024: Rátkai Sándor (független)[14]
- 2024– : Rátkai Sándor (független)[1]

1992. február 23-án időközi választást tartottak a településen, mert Újvári Sándor belső viszályokra hivatkozva 1991 végén távozott a tisztségéről. A településen 2003. október 19-én Fáky László halála miatt tartottak időközi polgármester-választást, amin a néhai polgármestert két választáson is támogató, aktuálisan ellenzékben politizáló Fidesz az özvegyét indította, de alulmaradt a kormánypártok által támogatott, egyetlen ellenfelével szemben. A következő napokban Fideszes oldalról megóvták a választást, mert a helyi választási bizottság több pontban is elmarasztalta a győztes jelöltet. Később viszont Fákyné, az őt és családját ért állítólagos súlyos fenyegetésekre hivatkozva visszalépett a jelöltségtől, így a november 16-án lezajlott, megismételt választáson egyedül Kiss indult. 2016. július 31-én ismét időközi polgármester-választást (és képviselő-testületi választást) kellett tartani Demecseren az előző képviselő-testület önfeloszlatása miatt. A választáson a hivatalban lévő polgármester is elindult, és meg is tudta erősíteni a pozícióját.

## Népesség
A település népességének változása:
| Lakosok száma | 4284 | 4244 | 4205 | 3958 | 3871 | 3895 | 3863 |
|               | 2013 | 2014 | 2015 | 2021 | 2022 | 2023 | 2024 |

2001-ben a település lakosságának 91%-a magyar, 9%-a cigány nemzetiségűnek vallotta magát.
A 2011-es népszámlálás során a lakosok 89,9%-a magyarnak, 10,5% cigánynak, 0,2% ukránnak mondta magát (9,7% nem nyilatkozott; a kettős identitások miatt a végösszeg nagyobb lehet 100%-nál). A vallási megoszlás a következő volt: római katolikus 36,7%, református 23,5%, görögkatolikus 9,2%, felekezeten kívüli 4% (22,2% nem válaszolt).
2022-ben a lakosság 92,8%-a vallotta magát magyarnak, 6,3% cigánynak, 0,4% ukránnak, 0,1%-0,1% németnek, románnak és lengyelnek, 1,5% egyéb, nem hazai nemzetiségűnek (7,2% nem nyilatkozott; a kettős identitások miatt a végösszeg nagyobb lehet 100%-nál). Vallásuk szerint 25,1% volt római katolikus, 20% református, 7,3% görög katolikus, 4,4% egyéb keresztény, 0,2% evangélikus, 6,1% felekezeten kívüli (36,3% nem válaszolt).

## Nevezetességei
- Református temploma, 1820-ból
- Római katolikus templom, 1890-ből
- A káposztatermelés hagyományait bemutató egyik legnagyobb magyarországi rendezvény a Demecseri Káposztás Napok (szeptember 26-28.).

## Ismert személyek
- Itt született Tálas András (1915–1947) hadapród őrmester, civilben magántisztviselő; az 1944 novemberi abdai tömeggyilkosságot végrehajtó katonai egység parancsnoka.[23]